# カロリナ・クリュフト
カロリナ・クリュフト（Carolina Evelyn Klüft、1983年2月2日 - ）は、スウェーデンの陸上競技選手である。2004年アテネオリンピック七種競技の金メダリストである。
クリュフトは、2003年の世界陸上選手権において7001ポイントで優勝し、女性として3番目の7000点を突破した選手となった。
2007年8月26日に世界陸上選手権大阪大会にて、7032点まで自己記録を更新した。

## 主な実績
| 年   | 大会                         | 場所                         | 種目     | 結果 | 記録   |
| ---- | ---------------------------- | ---------------------------- | -------- | ---- | ------ |
| 2000 | 世界ジュニア陸上選手権       | サンティアゴ（チリ）         | 七種競技 | 金   | 6056点 |
| 2001 | ヨーロッパジュニア陸上選手権 | グロッセート（イタリア）     | 七種競技 | 金   | 6022点 |
| 2002 | 世界ジュニア陸上選手権       | キングストン（ジャマイカ）   | 七種競技 | 金   | 6470点 |
| 2002 | ヨーロッパ陸上選手権         | ミュンヘン（ドイツ）         | 七種競技 | 金   | 6542点 |
| 2003 | 世界陸上選手権               | パリ（フランス）             | 七種競技 | 金   | 7001点 |
| 2004 | ヨーロッパ室内陸上選手権     | ブダペスト（ハンガリー）     | 走幅跳   | 銅   | 6m92   |
| 2004 | オリンピック                 | アテネ（ギリシャ）           | 七種競技 | 金   | 6952点 |
| 2005 | 世界陸上選手権               | ヘルシンキ（フィンランド）   | 七種競技 | 金   | 6887点 |
| 2006 | ヨーロッパ陸上選手権         | イェーテボリ（スウェーデン） | 七種競技 | 金   | 6740点 |
| 2007 | 世界陸上選手権               | 大阪（日本）                 | 七種競技 | 金   | 7032点 |

## 自己ベスト
七種競技　7032点　（2007年8月26日、世界歴代2位）
| 種目   | 記録      | ポイント |
| ------ | --------- | -------- |
| 100mH  | 13秒15    | 1102     |
| 走高跳 | 1m95      | 1171     |
| 砲丸投 | 14m81     | 848      |
| 200m   | 23秒38    | 1041     |
| 走幅跳 | 6m85      | 1122     |
| やり投 | 47m98     | 821      |
| 800m   | 2分12秒56 | 927      |